# Castelo românico
O castelo românico é um tipo de castelo português.
Com o advento de uma nova reforma administrativa por parte de Fernando Magno, procede-se a um desencastelamento a nível da Península Ibérica entre 1090 e 1125, abandonando-se as estruturas militares de menor importância. De agora em diante, o esquema de organização do território é, grosso modo, definido por uma terra, um tenente, um castelo cabeça de terra. O castelo românico é o exemplo paradigmático das novas estruturas militares.
A morfologia do castelo românico assenta em dois princípios fundamentais: o do comando e o da defesa passiva:
- Confia na sua capacidade de resistência, com muros espessos e altos, ignorando dispositivos de contra-ataque eficazes;
- Possui uma cerca (ou muralha) de planta quadrada, composta por silhares de pedra, coroada por um adarve que ostenta torreões adossados;
- A cerca delimita um pátio, o que pela primeira vez possibilita a permanência de uma pequena guarnição;
- Geralmente possui duas portas, a porta principal e a porta da traição;
- Podem existir recintos secundários que permitam o abrigo das populações, como é o caso do Castelo de Castro Laboreiro;
- A torre de menagem, estrutura central do castelo, define-se como principal ponto de poder e último reduto de defesa. Esta torre é mais alta do que a cerca de muralha, permitindo o tiro directo para fora desta e é de planta quadrangular, com a entrada no primeiro piso, sendo o acesso apenas possível por  uma escada de madeira, facilmente removível ou eliminada se fosse o caso de perda do resto das estruturas.

A Ordem dos Templários é responsável pela maior parte das grandes inovações militares a nível arquitectónico conhecidas nesta época em território português, introduzindo a torre de menagem (Castelo de Pombal), o hurdício (Castelo de Longroiva) e o alambor (Castelo de Tomar).